# Alcàntera de Xúquer
Alcàntera de Xúquer és un municipi del País Valencià situat a la comarca de la Ribera Alta.
Limita amb Beneixida, Càrcer, Cotes i Gavarda (a la mateixa comarca); i amb Llanera de Ranes i Xàtiva (a la Costera).

## Geografia
Està situat al sud-oest de la comarca de la Ribera Alta i forma, juntament amb Beneixida, Càrcer i Cotes, la subcomarca de la Vall de Càrcer, denominada també en el segle xviii la Vall Farta pel botànic Cavanilles (fent al·lusió, molt probablement, a la riquesa de les seues terres). Alcàntera dista 50 km de la ciutat de València i està situada al marge dret dels rius Xúquer i Sellent.

## Història
Possiblement fou incorporat pel rei Jaume I al Regne de València en 1244, després de la conquesta de Xàtiva. No obstant la població musulmana es mantingué fins a la seua expulsió definitiva.
El 5 de gener de 1365, el rei Pere IV va donar a Berenguer de Ripoll el terç delme i el morabatí de les cases i possessions d'Alcàntera. Posteriorment en octubre de l'any 1430, el rei Alfons V entrega a Lluís Cornell el lloc amb el seu territori i vassalls. En el segle xvi, el comprà la família Despuig, junt a Beneixida i el Ràfol. Carles I li va concedir la facultat de celebrar mercat els dilluns i una fira anual. L'any 1609 va quedar despoblat a causa de l'expulsió dels moriscs, i arran d'eixe fet, dos anys després Cristòfor Despuig hagué d'atorgar carta pobla en favor de nous vassalls. El terratrèmol de l'any 1748 va afonar part de la torre i el seu palau senyorial. Després de pertànyer una temporada a Alons Sanoguera, a principis del segle xviii el comprà els Sorell, comtes d'Albalat, als quals contribuïa el poble amb la dotzena part de tots els fruits i el terç delme fins a la dissolució del règim senyorial en el segle xix. En la primera meitat del segle xix produïa blat, ordi, dacsa i sobretot, dedicat a l'exportació: arròs, vi, oli i seda.
L'any 1958 una part xicoteta del terme fou agregada al municipi de Càrcer.

### Topònim
El topònim és d'orige àrab, al-qántara, que significa "el pont", "l'aqüeducte" o, fins i tot, "el dic".

## Demografia
| 1990  | 1992  | 1994  | 1996  | 1998  | 2000  | 2002  | 2004  | 2006  | 2007  |
| ----- | ----- | ----- | ----- | ----- | ----- | ----- | ----- | ----- | ----- |
| 1.531 | 1.459 | 1.448 | 1.492 | 1.459 | 1.405 | 1.373 | 1.380 | 1.384 | 1.397 |

## Economia
Actualment l'agricultura és encara l'activitat econòmica més important, encara que seguida de prop pel sector terciari; menor importància té el sector industrial. Durant la segona meitat del segle xix i, sobretot, en el segle xx la morera i l'arròs han anat deixant pas, com cultiu predominant, al taronger. Han desaparegut igualment cultius cerealícoles com el blat i ordi i, pràcticament, altres cultius com ara la vinya, les oliveres, les garroferes i els ametlers. També es conreen hortalisses i llegums. El regadiu s'alimenta principalment amb les aigües del riu Sellent (administrat pels mateixos regants), encara que també s'usen les séquies d'Escalona i Carcaixent (les dos del riu Xúquer). La propietat de la terra està molt repartida.

## Política i Govern

### Composició de la Corporació Municipal
El Ple de l'Ajuntament està format per 9 regidors. En les eleccions municipals de 26 de maig de 2019 foren elegits els 9 regidors del Partit Socialista del País Valencià (PSPV-PSOE).
| Eleccions municipals de 17 de juny de 2023 - Alcàntera de Xúquer                              |                                          |                                     |                                     |        |          |          |
| Candidatura                                                                                   | Candidatura                              | Candidatura                         | Cap de llista                       | Vots   | Vots     | Regidors |
|                                                                                               | Partit Socialista del País Valencià-PSOE |                                     | Lorena Igual Chicón                 | 480    | 57,55%   | 9 (-4)   |
|                                                                                               | Altres candidatures                      |                                     |                                     | 330    | 36,56%   | 0 ( +4)  |
|                                                                                               | Vots en blanc                            |                                     |                                     | 24     | 2,87%    |          |
| Total vots vàlids i regidors                                                                  | Total vots vàlids i regidors             | Total vots vàlids i regidors        | Total vots vàlids i regidors        | 810    | 100 %    | 9        |
|                                                                                               | Vots nuls                                | Vots nuls                           | Vots nuls                           | 46     | 5,22%    |          |
| Participació (vots vàlids més nuls)                                                           | Participació (vots vàlids més nuls)      | Participació (vots vàlids més nuls) | Participació (vots vàlids més nuls) | 880    | 79,92%** |          |
| Abstenció                                                                                     | Abstenció                                | Abstenció                           | Abstenció                           | 221*   | 20,07%** |          |
| Total cens electoral                                                                          | Total cens electoral                     | Total cens electoral                | Total cens electoral                | 1.417* | 100 %**  |          |
| Alcalde: Lorena Igual Chicón (PSPV) (17/06/2023) Per majoria absoluta dels vots dels regidors |                                          |                                     |                                     |        |          |          |
| Fonts: (* No són vots sinó electors. ** Percentatge respecte del cens electoral.)             |                                          |                                     |                                     |        |          |          |

### Alcaldes
Des de 2023 l'alcaldessa d'Alcàntera de Xúquer és Lorena Igual Chicón (PSPV).
| Període                       | Alcalde o alcaldessa          | Partit polític | Data de possessió | Observacions |
| ----------------------------- | ----------------------------- | -------------- | ----------------- | ------------ |
| 1979–1983                     | José Montaner Sancho          | PSPV-PSOE      | 19/04/1979        | --           |
| 1983–1987                     | Agustín García Aliaga         | PSPV-PSOE      | 28/05/1983        | --           |
| 1987–1991                     | Josep Sanchis Martínez        | PSPV-PSOE      | 30/06/1987        | --           |
| 1991–1995                     | Josep Sanchis Martínez        | PSPV-PSOE      | 15/06/1991        | --           |
| 1995–1999                     | Antoni Such Botella           | PSPV-PSOE      | 17/06/1995        | --           |
| 1999–2003                     | Antoni Such Botella           | PSPV-PSOE      | 03/07/1999        | --           |
| 2003–2007                     | Antoni Such Botella           | PSPV-PSOE      | 14/06/2003        | --           |
| 2007–2011                     | Teresa Nieves Perucho Blasco  | PSPV-PSOE      | 16/06/2007        | --           |
| 2011–2015                     | Teresa Nieves Perucho Blasco  | PSPV-PSOE      | 11/06/2011        | --           |
| 2015–2019                     | Julio Aurelio García Martínez | PSPV-PSOE      | 13/06/2015        | --           |
| 2019-2023                     | Julio Aurelio García Martínez | PSPV-PSOE      | 15/06/2019        | --           |
| Des de 2023                   | Lorena Igual Chicón           | PSPV-PSOE      | 17/06/2023        | --           |
| Fonts: Generalitat Valenciana |                               |                |                   |              |

## Monuments
- Església de la Puríssima Concepció. Del segle xvii. Encara que la parròquia va ser erigida per l'Arquebisbe Tomás de Vilanova en el segle xvii, la construcció de l'actual temple és de principis del xx. És un edifici senzill en el seu exterior, encara que el seu interior mostra un bon exemple d'arquitectura neogòtica. Es conserva un reliquiari Lignum Crucis d'estil neoclàssic llavorat cap a finals del segle xviii.

- Venta del Baró. Antiga fortificació amb murs de fins a un metre de grossària. Va servir també de posada i d'allotjament per a tropes.

## Llocs d'interés
- El Pi de Borja. És un paratge amb una ampla zona forestal, de gran atractiu natural. Des d'allí s'albira una cromàtica vista panoràmica de la Vall.
- Les Penyetes. Paratge a la vora del riu Xúquer d'oci i esplai. Este lloc és punt de referència per ser la meta de la típica Baixada del riu Xúquer des de la població d'Antella, celebrada tots els estius.

## Festes i celebracions
- Festes patronals. Se cebreben el primer cap de setmana de setembre en honor de la Puríssima Concepció i al Santíssim Crist dels Afligits.
- Sant Vicent Ferrer. Se celebra el dilluns després de Pasqua.

## Gastronomia
El plat típic és l'arròs al forn i la paella. Els dolços típics són la mona de Pasqua, l'arnadí, les fogasses i els pastissets de moniato i la coca cristina.

## Fills il·lustres
- Jose Francisco García Boscà, Moro, pilotari.